# RENFE 490 sorozat
A RENFE 490 sorozat, más néven az ETR 490 sorozat egy nagysebességű, széles nyomtávú villamosmotorvonat-sorozat. Tengelyelrendezése (1A)'(A1)'+2'2'+(1A)'(A1)'. Spanyolországban közlekedik a RENFE vonalain Alaris márkanév alatt. 1998 és 1999 között gyártotta az Alstom és a Fiat Ferroviaria. Összesen 10 szerelvény készült el belőle. Legnagyobb sebessége 220 km/h.

## Technikai jellemzői
Az Alaris szolgáltatás bevezetése óta csak a 490-es sorozatot használják erre a szolgáltatásra. Ezért ezeket a szerelvényeket gyakran Alaris-nak is nevezik, ám ez helytelen. Ezek a vonatok voltak az első aktív billentő technikát használó járművek, amelyek rendszeresen közlekedtek Spanyolországban.
A Pendolino család többi tagjával ellentétben az ETR 490 szerelvény csak három kocsiból áll: két motorizált járműből, vezetőállásokkal a szerelvény két végén és egy betétkocsiból a közepén. Motorrendszere hasonló a villamos motorvonatokéhoz, mert áramszedője nem egy mozdonyon helyezkedik el. A vonat mindkét végén lévő kocsikban két forgóváz található, forgóvázanként egy aszinkron motorral.
A központi személykocsi két részből áll: a fele utastér, míg a másik része egy bár és egy étterem. Ennek a kocsinak egy részét mozgáskorlátozottak is igénybe vehetik. Az ETR 490 méretei kisebbek, mint az olasz változaté. Ezek a változtatások elősegítik az aerodinamikai stabilitást és a nagyobb sebességet. A kocsik könnyebb anyagokból is készültek, amelyek lehetővé teszik a vonat gyorsabb mozgását és kevésbé terhelik a vágányokat. Az Alaris vonatok energiafogyasztása lényegesen kisebb, mint az olasz ETR 460 sorozaté, majdnem egyharmaddal kevesebb.
Az ETR 490 billentési mechanizmusa meglehetősen hasonló a második és harmadik generációs Pendolino sorozat mechanizmusához, amelyet giroszkópok, oszcillációt mérő eszközök és sebességmérők vezérelnek. A dőlésszög teljesen aktiválva nyolc fokos döntést tesz lehetővé egy vízszintes felülethez viszonyítva.

## Útvonal
Az Alaris járatok az alábbi viszonylatokon közlekednek:
- Barcelona-Sants ↔ Valencia-Nord.
- Valencia-Nord ↔ Alcázar de San Juan.
- Valencia-Nord ↔ Albacete-Los Llanos.
- Madrid Atocha ↔ Valencia-Norte / Gandía / Castellón / Oropesa del Mar.
- Barcelona-Sants ↔ Sevilla-Santa Justa / Málaga-María Zambrano.
- Barcelona-Sants ↔ Alicante-Terminal.

## Képek

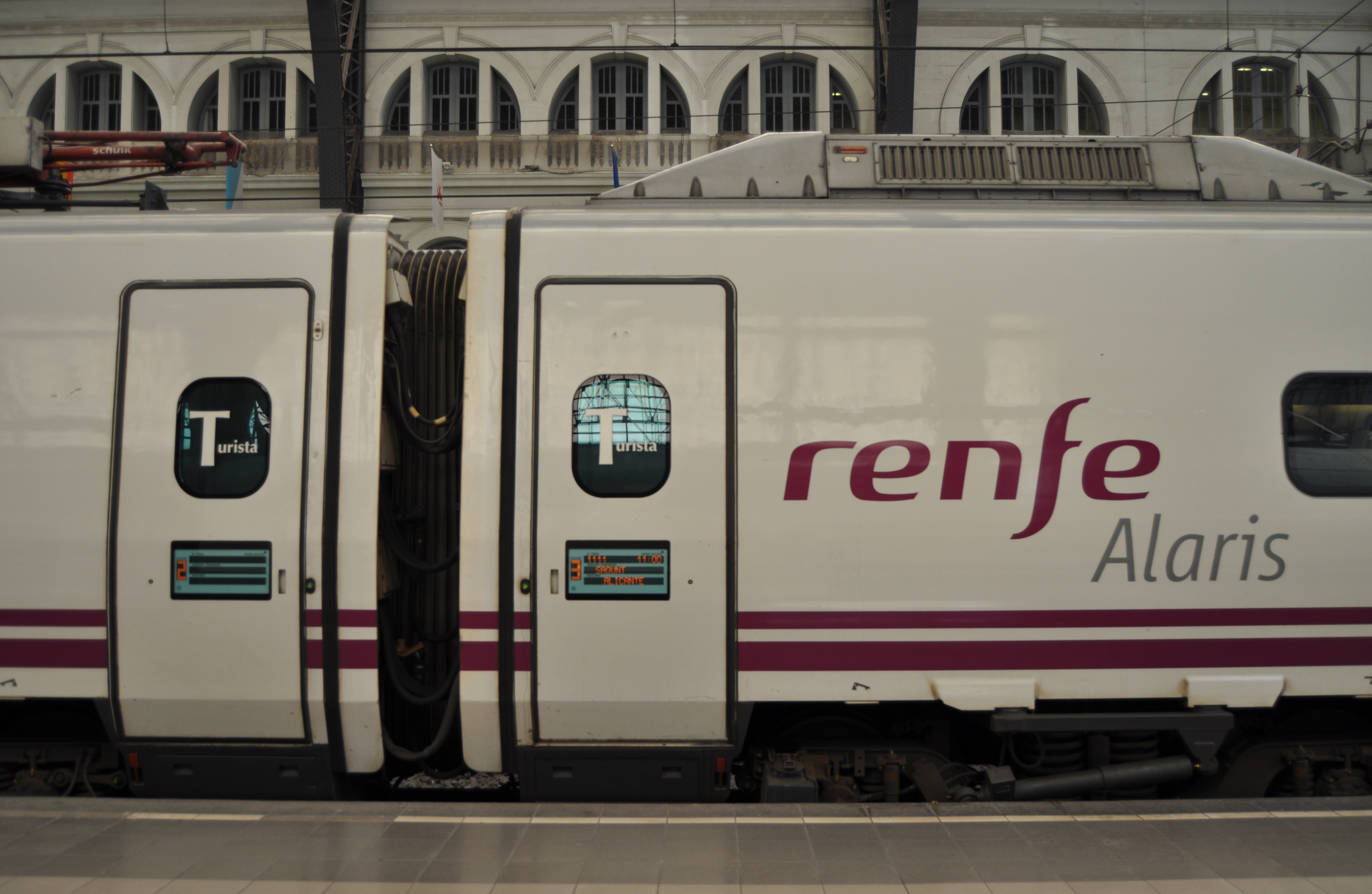
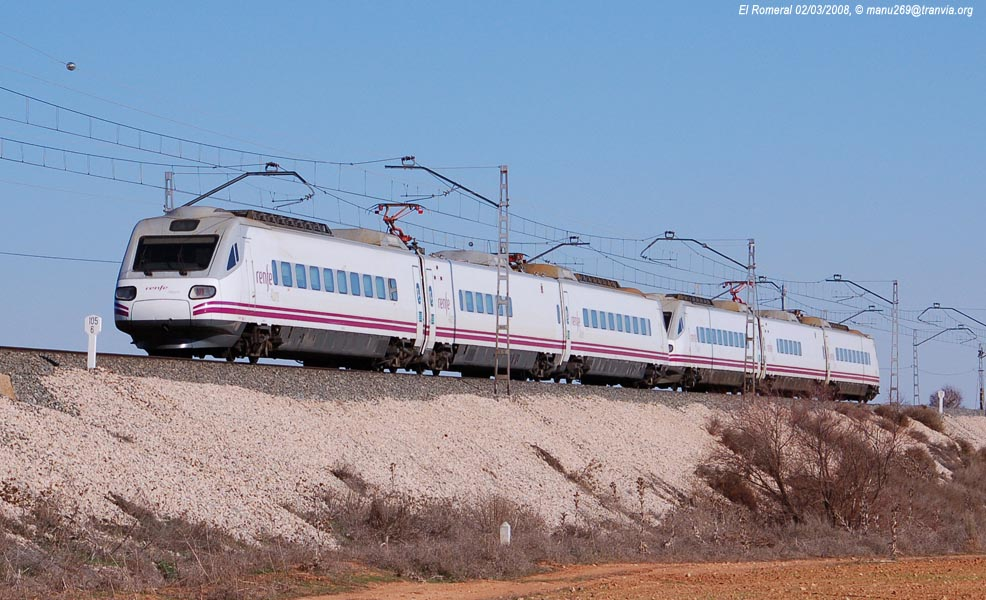
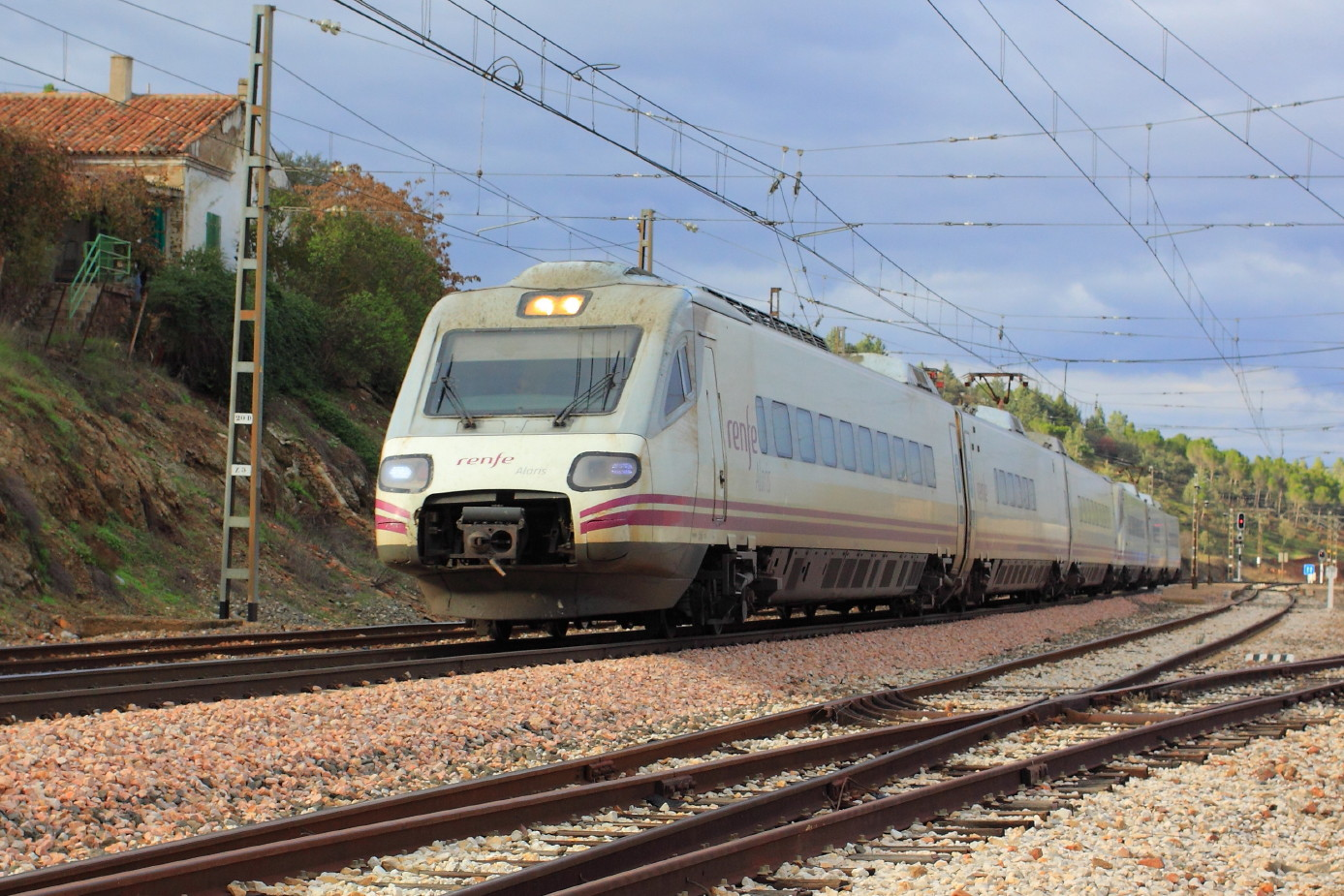
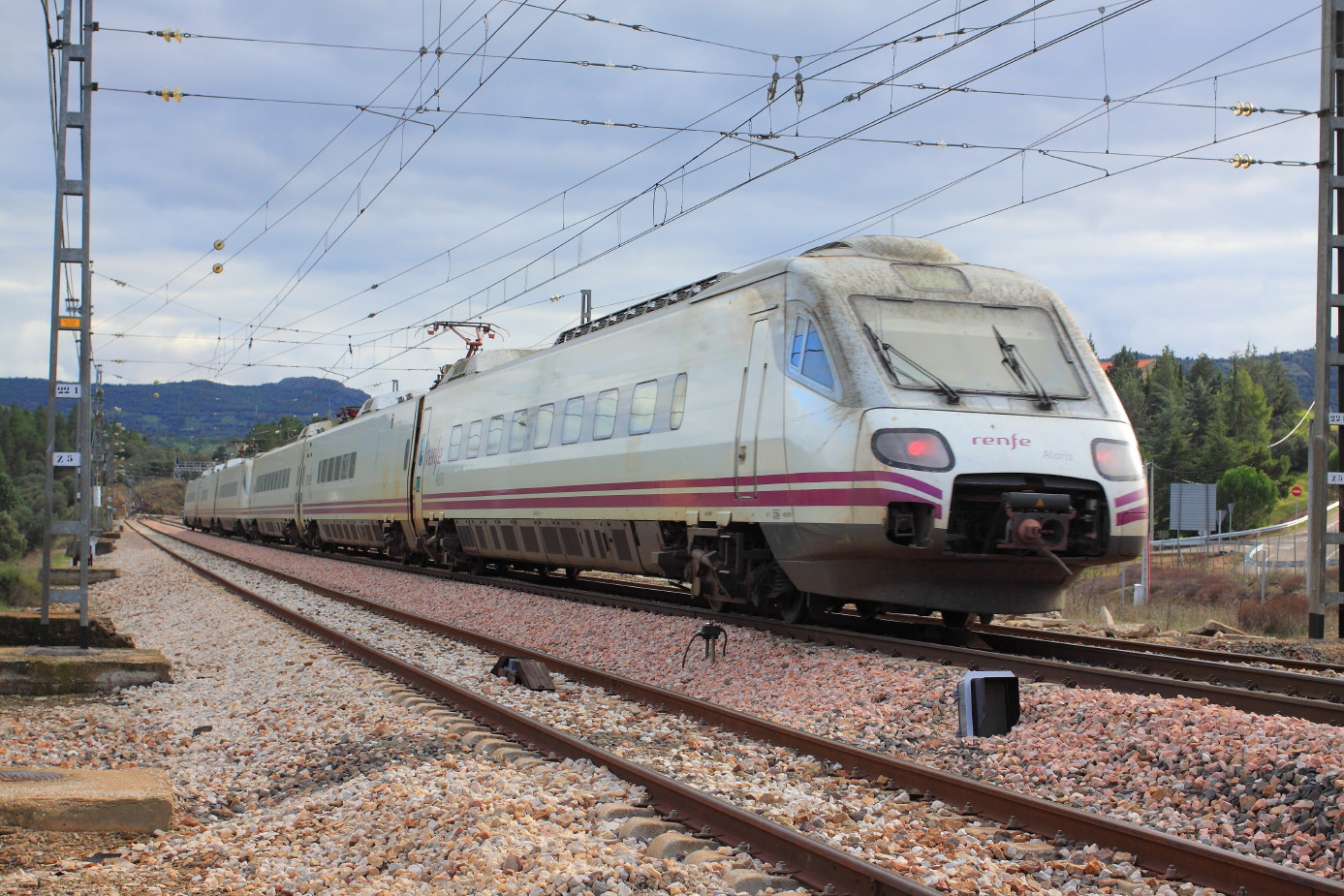